# Шах Ях'я
Шах Ях'я (8 червня 1343 — 1393) — 5-й володар держави Музаффаридів у 1387—1389 роках. Повне ім'я Мубаріз ад-Дін Шах Ях'я.

## Життєпис
Онук Мубаріз ад-Діна Мухаммеда, син спадкоємця трону Нусрат ад-Діна Шах Музаффара, правителя Єзду. Народився 1343 року. У липні 1353 року помирає його батько. Успадкував від нього управління Єздом, але через малий вік фактично керувала мати та її родичі. Він одружився з Падішою, донькою свого стрийка Шах Шуджи. 1355 року відзначився в битві біля Бахбахані проти Нураварда, еміра Лурестану і Хузістану. 1358 року брав участь у військовій кампанії проти Чобанідів. В Нахічевані дід вирішив оголосити спадкоємцем Шах Ях'ю, що зрештою спричинило заколот Шах Шуджи, який повалив Мубаріз ад-Діна Мухаммеда, захопивши владу. Шах Ях'ю було ув'язнено у фортеці Кухандіз.
1359 року під час сварки Шах Шуджи і Шах Махмуда останній зайняв Кухандіз, звільнивши Шах Ях'ю, якому передав під владу цю фортецю. Невдовзі Шах Шуджа вимушен був поступитися Шах Ях'ї місто Єзд з областю. 1360 року підняв тут повстання, але швидко опинився в облозі й здався. В результаті втратив Єзд, повернувшись до Кухандізу. 1363 року підтримав повстання Шах Махмуда, що здолав Шах Шуджу й став новим правителем держави. На дяку отримав Єзд. У 1365 році воював проти Шах Шуджи, який отаборився в Кермані. За цим перейшов на бік Шах Шуджи, що 1366 року відвоював Шираз.
1375 року повстав проти Шах Шуджи, отримавши допомогу від Ходжи Алі-і Муайяда, султана сербедарів. Водночас повстав Пахлаван Асад, намісник Керману. 1376 року зазнав поразки, але за посередництва родичок зумів замиритися з Шах Шуджою, залишившись правителем Єзду.
1384 року після смерті Шах Шуджи зайняв Ісфаган, а потім виступив проти стриєчного брата Зайн аль-Абідіна, проте не досяг військових успіхів. Разом з тим стикнувся з заколотом ісфаганської знаті, внаслідок чого втік до Єзду.
Восени 1387 року під час вторгнення чагатайськогое міра Тимура шах Зайн аль-Абідін втік до Хузестану, де був схоплений Шах Мансуром, братом Шах Ях'ї. Останній в свою чергу зайняв Шираз та весь Фарс. Втім він також не наважився чинити спротив чагатайцям, погодившись сплатити данину. Це спричинило повстання в Ісфагані, проти якого виступив сам Тимур, захопивши та сплюндрувавши це місто, де загинуло 30 тис. осіб (з голів було викладено піраміду), але за легендою — 200 тис. За тим Шах Ях'я вирішив за краще до перебування у Фарсі ворогів перебратися до Єзду, чим скористався Шах Мансур, який 1388 року зайняв Шираз.
1390 року виступив проти стрийка Султан Ахмада, правителя Керману, але в битві Бафти зазнав поразки. За цим Шах Ях'я уклав союз з Зайн аль-Абідіном, що на той час звільнився та запанував в Ісфагані. До союзу невдовзі долучився султан Ахмад. Разом вони вирішили повалити Шах Мансура. Але в останню мить Шах Ях'я не долучився зі своїм військом до союзників, що зазнали поразки в битві біля Фасі. Шах Ях'я опинився в облозі в Єзді, де визнав зверхність Шах Мансура.
1393 року під час нового вторгнення чагатайського війська після нетривалого спротиву підкорився еміру Тимур. Втім його разом з синами було страчено, а володіння приєднано до Держави Тимуридів.